# 精氨酸酶
精氨酸酶，是一種含锰的酶。

## 分子资讯
精氨酸酶 (Arginase) 有两种主要的同工酶：
精氨酸酶 I (Arginase I, ARG1)和精氨酸酶 II (Arginase II, ARG2)
精氨酸酶 I (Arginase I, ARG1)分子式为：C4701H7527O1410N1251S21Mn6 （注：I 型精氨酸酶为同源三聚体，单体分子式为：C1567H2509O470N417S7Mn2）
精氨酸酶 II (Arginase II, ARG2)单体分子式：C1599H2528O489N444S9Mn2 注：Arginase-2多聚体分子式为(C1599H2528O489N444S9Mn2)n n=2-3成熟形式以多聚体存在

## 特徵
- EC编号：3.5.3.1
- 常用名称：精氨酸酶
  - 英文：Arginase
- 催化反应：L-精氨酸+H2O⇔L-鸟氨酸+尿素
- 系统名称：L-精氨酸脒基水解酶
  - 英文：L-arginine amidinohydrolase
- CAS注册号：9000-96-8
- 注释：精氨酸酶也可以水解α-N-取代的刀豆氨酸。